# Tobias Santelmann
Tobias Santelmann (Friburgo; 8 de agosto de 1980) es un actor noruego nacido en Alemania.

## Biografía
En el 2006 se graduó de la Oslo National Academy of Dramatic Arts (KHiO).
Tobias sale con la periodista Jennifer Braathen, en el 2015 la pareja le dio la bienvenida a su primera hija juntos, Alba Santelmann.

## Carrera
En el 2012 apareció en la película Kon-Tiki donde interpretó a Knut Haugland, un experto en radio y miembro de la tripulación del barco. La película sigue la historia del explorador noruego Thor Heyerdahl, quien hace un viaje a Kon-Tiki.
En el 2014 se unió al elenco de la película Hercules donde dio vida a Rhesus, un revolucionario bárbaro que se enfrenta al legendario héroe Hercules.
Ese mismo año apareció en la miniserie Øyevitne donde dio vida a Lars Strømme.
En el 2015 se unió al elenco principal de la serie Frikjent donde interpreta a Erik Nilsen, el hermano de Aksel Nilsen-Borgen (Nicolai Cleve Broch), hasta ahora.
Ese mismo año apareció en la serie Kampen om tungtvannet (en inglés: The Heavy Water War) donde interpretó a Joachim Rønneberg y se unió al elenco de la película Point Break donde dio vida a Crowder, uno de los miembros del equipo de Bohdi (Édgar Ramírez).
En el 2016 se unió al elenco principal de la serie Marcella dando vida a Yann Hall.
En 2023 rodó como protagonista el film noruego Konvoi (The Arctic Convoy), basado en hechos reales.

## Filmografía

### Series de Televisión
| Año             | Título                | Personaje          | Notas                                   |
| --------------- | --------------------- | ------------------ | --------------------------------------- |
| 2015 - presente | Frikjent              | Erik Nilsen        | 18 episodios                            |
| 2015 - 2022     | The Last Kingdom      | Ragnar             | 5 episodios                             |
| 2016            | Marcella              | Yann Hall          | 8 episodios                             |
| 2015            | Homeland              | Coronel Haugen     | episodio "The Tradition of Hospitality" |
| 2015            | Kampen om tungtvannet | Joachim Rønneberg  | 6 episodios - miniserie                 |
| 2014            | Øyevitne              | Lars Strømme       | 5 episodios - miniserie                 |
| 2011            | Stikk                 | Georg              | 6 episodios                             |
| 2010            | Hvaler                | Ole Marius Aronsen | 9 episodios                             |

### Películas
| Año  | Título                         | Personaje     | Notas |
| ---- | ------------------------------ | ------------- | --- |
| 2015 | Point Break                    | Crowder       | junto a Luke Bracey, Teresa Palmer, Édgar Ramírez, Ray Winstone, Delroy Lindo y Matias Varela                     |
| 2014 | Hercules                       | Rhesus        | junto a Dwayne Johnson, Ian McShane, John Hurt, Rufus Sewell, Ingrid Bolsø Berdal, Reece Ritchie y Joseph Fiennes |
| 2014 | Kraftidioten                   | Finn          | junto a Stellan Skarsgård, Kristofer Hivju, Bruno Ganz, Pål Sverre Hagen, Birgitte Hjort Sørensen y Jakob Oftebro |
| 2014 | Bror                           | Erik          | corto - junto a Therese Bolstad, Tommy Bolstad, Jacqueline Erving, Tess Johansson Frisell y Kyrre Hellum          |
| 2013 | Seksten en halv time           | Sondre        | corto - junto a Christian Rubeck, Frederikke Dahl Hansen, Julie Wieth y Johannes Blåsternes                       |
| 2013 | Jeg er din                     | Dirk          | junto a Amrita Acharia, Ola Rapace, Prince Singh, Rabia Noreen, Trond Fausa y Jesper Malm                         |
| 2013 | Jag etter vind                 | Håvard        | junto a Marie Blokhus, Anders Baasmo Christiansen, Frederik Meldal Nørgaard y Sven-Bertil Taube                   |
| 2012 | Flukt                          | Arvid         | junto a Isabel Christine Andreasen, Ingrid Bolsø Berdal, Kristian Espedal, Hallvard Holmen & Bjørn Moan           |
| 2012 | Kon-Tiki                       | Knut Haugland | junto a Pål Sverre Hagen, Anders Baasmo Christiansen, Gustaf Skarsgård, Odd-Magnus Williamson y Peter Wight       |
| 2010 | Varg Veum - Skriften på veggen | Stian Brandt  | junto a Trond Espen Seim, Bjørn Floberg, Lene Nystrøm, Nikolaj Lie Kaas y Eivind Sander                           |

### Teatro
| Año | Obra                        | Personaje      |
| --- | --------------------------- | -------------- |
| -   | The Woods                   | Nick           |
| -   | Nora                        | Torvald Helmer |
| -   | The Castle                  | K              |
| -   | The Good Person of Szechwan | Yang Sun       |

## Premios y nominaciones
| Año  | Categoría             | Premio       | Películas      | Resultado |
| ---- | --------------------- | ------------ | -------------- | --------- |
| 2013 | Best Supporting Actor | Amanda Award | Jag etter vind | Nominado  |
| 2013 | Best Newcomer         | Amanda Award | Jag etter vind | Nominado  |